# Marcus Ljungqvist
Per Marcus Ljungqvist, född 26 oktober 1974 i Falun, är en svensk före detta professionell tävlingscyklist. Ljungqvist blev professionell 1998 med det italienska stallet Cantina Tollo. Han avslutade sin karriär efter säsongen 2009.

## Karriär
Under sitt första år som professionell, 1998, vann Ljungqvist en etapp i Japan runt och året därpå vann han den tuffaste etappen i Tour de Langkawi i Malaysia. Samma år fick han köra Tour de France för första gången och nådde målet i Paris efter en godkänd debut.
Han bytte stall till säsongen 2000 då han valde att tävla för danska Team Fakta. Efter ett dåligt första år i Team Fakta kom han tillbaka till säsongen 2001 och vann en etapp i tyska Rheinland-Pfalz. Han vann också det svenska mästerskapet i linjelopp i Kopparberg.
Marcus Ljungqvist vann Luxemburg runt men även en etapp på samma tävling under säsongen 2002. Samma år vann han också ett par franska endagslopp. Han blev elfte man på världscupracet Amstel Gold Race det året. Flera stora stall ville ha svensken bland sina cyklister och han valde att skriva på ett kontrakt för det franska stallet Crédit Agricole. Säsongen var fylld av skador och sjukdomar, vilket innebar att Crédit Agricole avstod från att förlänga kontraktet, men trots alla Ljungkvist problem kontrakterade det italiensk division 1-stallet Alessio-Bianchi honom till säsongen därpå. Anledningen var att Team Fakta, som efter säsongen 2003, stod utan sponsor och därför med hjälp av de pengar och sponsorer han skrapat ihop ingick ett avtal med Alessio-Bianchi och sex skandinaver blev kontrakterade av det italienska laget, däribland svensken Magnus Bäckstedt. Ljungqvist slutade femma i belgiska GP E3 Harelbeke i början av säsongen med Alessio-Bianchi. Han fick även köra Tour de France. 2004 deltog han bland annat i OS i Aten och slutade på 14:e plats som bäste svensk. 
Året därpå följde Marcus Ljungqvist med Magnus Bäckstedt till det italienska UCI ProTour-stallet Liquigas-Bianchi. Hans största framgång i karriären är en fjärdeplats i linjeloppet på VM 2005. 
Han cyklade för det danska UCI ProTour-stallet Team CSC (nu Team Saxo Bank) från 2006 till 2009.
Vid SM i Götene 2009 blev Marcus Ljungqvist åter svensk mästare i linjeloppet. Marcus Ljungqvist berättade i slutet av säsongen 2009 att han tänkte avsluta sin professionella cykelkarriär.
| ”                   | Jag har varit professionell cyklist i tolv säsonger och uppnått och upplevt mer än jag kunde drömma om när jag flyttade från Falun till Italien som 24-åring. | „ |
| – Marcus Ljungqvist | |   |

Efter karriären blev han assisterande sportdirektör i Team Sky.
Den 21 november 2009, i samband med Svenska Cykeldagarna i Jönköping, släppte Marcus sin bok ”Tour de France är ett jobb – Ett år ur mitt liv som professionell cyklist”.

## Stall
- Cantina Tollo 1998–1999
- Team Fakta 2000–2002
- Crédit Agricole 2003
- Alessio-Bianchi 2004
- Liquigas-Bianchi 2005
- Team CSC 2006–2008
- Team Saxo Bank 2009